# Lhoumois
Lhoumois är en kommun i departementet Deux-Sèvres i regionen Nouvelle-Aquitaine i västra Frankrike. Kommunen ligger i kantonen Thénezay som tillhör arrondissementet Parthenay. År 2022 hade Lhoumois 147 invånare.

## Befolkningsutveckling
Antalet invånare i kommunen Lhoumois
| Referens: INSEE |